# Pygostrangalia castaneonigra
Pygostrangalia castaneonigra là một loài bọ cánh cứng trong họ Cerambycidae.